# John Charnley
John Charnley (Bury, 29 de agosto de 1911 — 5 de agosto de 1982) foi um ortopedista britânico.
Foi pioneiro da endoprótese, atualmente uma técnica de operação comum.